# Хајдук на Дунаву
Хајдук на Дунаву је роман за децу савременог српског дечјег књижевника Градимира Стојковића објављена 1998. године у издању издавачке куће Calamus из Београда. Роман је од првог издања доживео још многа издања.

## О писцу
Градимир Стојковић је рођен у банатском селу Мраморак, 3. марта 1947. године. Живео је у Вршцу и Панчеву, а данас живи и ствара у Београду. Студирао на Факултету политичких наука (журналистику) и Педагошко-техничком факултету. Градимир Стојковић је књижевник, био запослен у библиотеци „Лаза Костић” у Библиотеци града Београда. Добитник је многих значајних књижевних награда. Све књиге су доживеле више издања. Песме и приче су му преведене на енглески, француски, немачки, италијански, руски, словачки, бугарски, румунски, мадјарски, македонски и словеначки језик.

## О књизи
Књига Хајдук на Дунаву је други део, и четврта написана књига од девет о Глигорију Пецикози Хајдуку. Серијал је скуп прича о одрастању, уклапању и о недоумицама младих, који у себи носи универзалне поруке о пријатељству и заједништву.

## Радња
У књизи Хајдук на Дунаву приказан је Глигорије Пецикоза Хајдук у Лепенском Виру, на летовању, које проводи са својим ортацима Владом Индијанацем и Хималајом. Њих тројица тамо упознају две девојчице Немице, које им се придружују. Дружина упада случајно, у изненадну и необичну авантуру када пронађу десет килограма дроге на обали реке.
Летовање се тада претвара у неочекивану пустоловину која се срећно завршава, захваљујући највише необичном возачу аутобуса и, наравно, Хајдуковој баби.

## Главни ликови
- Глигорије Хајдук
- Весна
- Немице
- Хималаја
- Влада Индијанац
- Буцко Бабура
- Гото
- Рођа

## Награде
| Година | Награда                                 |
| ------ | --------------------------------------- |
| 1999.  | Награда дечјег жирија „Доситејево перо” |